# Stanley N'Soki
Stanley N'Soki (Poissy, 9 april 1999), vaak geschreven als Nsoki, is een Frans voetballer die doorgaans als linksback speelt. Hij verruilde Club Brugge in augustus 2022 voor TSG Hoffenheim.

## Clubcarrière
N'Soki speelde in de jeugd van US Roissy-en-Brie en werd in 2014 opgenomen in de jeugdopleiding van Paris Saint-Germain. Hiervoor debuteerde hij op 20 december 2017 in de Ligue 1, thuis tegen SM Caen. Hij viel na 65 minuten in voor Marquinhos. PSG won dat duel met 3-1 na doelpunten van Edinson Cavani, Kylian Mbappé en Yuri Berchiche. Het bleef zijn enige wedstrijd dat jaar. N'Soki kreeg in de eerste seizoenshelft van 2018/19 regelmatig speeltijd, maar na de jaarwisseling maakte coach Thomas Tuchel amper nog gebruik van hem.
N'Soki verruilde Paris Saint-Germain in augustus 2019 voor OGC Nice. Dat betaalde circa 12 miljoen euro voor hem. Hij speelde in twee jaar 35 wedstrijden voor Nice in de Ligue 1. Daarnaast speelde hij in 2020/21 ook zijn eerste wedstrijden in een Europees toernooi, de Europa League. Een vaste basisplaats zat er ook bij Nice niet in. N'Soki tekende in juli 2021 bij Club Brugge, de regerend landskampioen van België. Hier maakte coach Philippe Clement wel een basisspeler van hem. Dat bleef hij ook toen Alfred Schreuder in januari 2022 aantrad. N'Soki speelde dat seizoen 31 speelronden, waarvan 30 vanaf de aftrap. Hij werd in 2021/22 voor het eerst in zijn carrière landskampioen en debuteerde in de Champions League, tegen Paris Saint-Germain, RB Leipzig en Manchester City.
N'Soki begon ook nog met Club Brugge aan het seizoen 2022/23, maar tekende in augustus 2022 voor vijf jaar bij TSG 1899 Hoffenheim.

## Clubstatistieken
| Seizoen | Club                | Land               | Competitie    | Competitie | Competitie | Beker | Beker | Supercup | Supercup | Internationaal | Internationaal | Totaal | Totaal |
| Seizoen | Club                | Land               | Competitie    | Wed.       | Dlp.       | Wed.  | Dlp.  | Wed.     | Dlp.     | Wed.           | Dlp.           | Wed.   | Dlp.   |
| ------- | ------------------- | ------------------ | ------------- | ---------- | ---------- | ----- | ----- | -------- | -------- | -------------- | -------------- | ------ | ------ |
| 2017/18 | Paris Saint-Germain | Vlag van Frankrijk | Ligue 1       | 1          | 0          | 0     | 0     | 0        | 0        | 0              | 0              | 1      | 0      |
| 2018/19 | Paris Saint-Germain | Vlag van Frankrijk | Ligue 1       | 12         | 0          | 2     | 0     | 1        | 0        | 0              | 0              | 15     | 0      |
| 2019/20 | OGC Nice            | Vlag van Frankrijk | Ligue 1       | 17         | 0          | 3     | 0     | —        | —        | —              | —              | 20     | 0      |
| 2020/21 | OGC Nice            | Vlag van Frankrijk | Ligue 1       | 18         | 0          | 2     | 0     | —        | —        | 4              | 0              | 24     | 0      |
| 2021/22 | Club Brugge         | Vlag van België    | Eerste klasse | 31         | 0          | 3     | 0     | 0        | 0        | 6              | 0              | 40     | 0      |
| 2022/23 | Club Brugge         | Vlag van België    | Eerste klasse | 2          | 0          | 0     | 0     | —        | —        | 0              | 0              | 2      | 0      |
| 2022/23 | TSG Hoffenheim      | Vlag van Duitsland | Bundesliga    | 19         | 1          | 2     | 0     | —        | —        | —              | —              | 21     | 1      |
| 2023/24 | TSG Hoffenheim      | Vlag van Duitsland | Bundesliga    | 1          | 0          | 0     | 0     | —        | —        | —              | —              | 1      | 0      |
| Totaal  | Totaal              | Totaal             | Totaal        | 101        | 1          | 12    | 0     | 1        | 0        | 10             | 0              | 124    | 1      |

Laatste update: 21 september 2023.

## Interlandcarrière
N'Soki kwam uit voor bijna alle Franse nationale jeugdselecties vanaf Frankrijk –16. Met geen hiervan speelde hij op een eindtoernooi.

## Erelijst
| Competitie             |                     |                     |                     |                     |
| Competitie             | Aantal              | Jaren               |                     |                     |
| Paris Saint-Germain    | Paris Saint-Germain | Paris Saint-Germain | Paris Saint-Germain | Paris Saint-Germain |
| ---------------------- | ------------------- | ------------------- | ------------------- | ------------------- |
| Kampioen Ligue 1       | 2x                  | 2017/18, 2018/19    |                     |                     |
| Trophée des Champions  | 1x                  | 2018                |                     |                     |
| Club Brugge            |                     |                     |                     |                     |
| Kampioen Eerste klasse | 1x                  | 2021/22             |                     |                     |